# Уотервлитский арсенал
42°43′06″ с. ш. 73°42′31″ з. д.

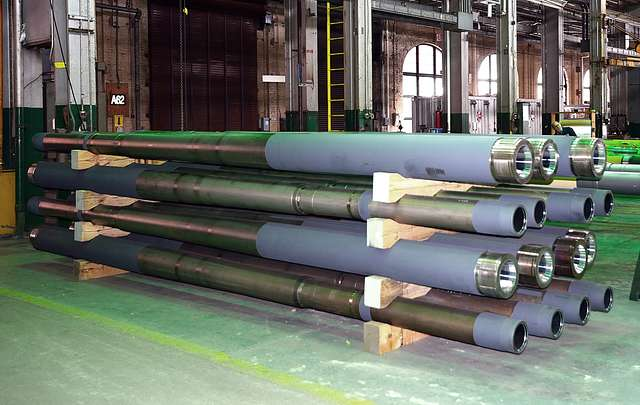
Уотервлитский арсенал. Готовые орудийные стволы для САУ Паладин. Апрель 2018 года

Уотервлитский арсенал — арсенал армии США, расположенный в Уотервлите (англ., штат Нью-Йорк), на западном берегу реки Гудзон. Это старейший постоянно действующий арсенал в Соединенных Штатах, и сегодня он производит бо́льшую часть артиллерии для армии, а также орудийные стволы для пушек, минометов и танков. С 1966 года является национальным историческим памятником. На территории арсенала также находятся армейские лаборатории Benét Laboratories, которые занимаются разработкой, улучшением, исследованиями и испытаниями всех инженерных разработок, связанных с артиллерией.

## История

### 1813–1823 гг.
Строительство арсенала началось летом 1813 года на окраине деревни Гиббонсвилл, прямо напротив Троя, штат Нью-Йорк . Место для строительства было выбрано из-за его ключевого местоположения на реке Гудзон, всего в 97 км от озера Шамплейн, в 230 км от Нью-Йорка и на небольшом расстоянии через реку Могавк до озера Онтарио. На ранних этапах войны 1812 года можно было ожидать атак из многих ключевых портов и других мест. В то время полковником артиллерийского вооружения был Дециус Уодсворт. Первоначально он определил арсенал для производства стационарных боеприпасов и небольшого оборудования, включая лафеты, тяговые канаты, ковши, червяки, губки и дробь. Первоначальный участок земли, приобретенный Департаментом артиллерийского вооружения, составлял 12 акров (49 000 м2). Летом 1813 года началось строительство четырнадцати построек: южного и северного орудийных домов, кирпичного арсенала, двух конюшен, караульного дома, комендантских помещений, дровяного сарая, двух рядовых помещений, госпиталя и одной конторы. Стоимость земли составила 2 585 долларов США.

### 1880-е
Спустя почти 70 лет после того, как арсенал произвел свою первую продукцию, он приобрел национальную известность, когда в конце 1880-х годов стал первым армейским производителем крупнокалиберных пушек. Цех того периода -  здание 110, «Большой оружейный магазин», до сих пор используется для производственных операций. Этот оружейный цех когда-то производил 16-дюймовые орудия и много другого оружия для Корпуса береговой артиллерии армии США. К этому же периоду относится "Железное здание", которое было построено в 1859 году из сборных чугунных конструкций, и в 1983 году  было признано Американским обществом инженеров-строителей Национальным историческим памятником гражданского строительства.

### 1970-е – настоящее время
Важным поворотным моментом в модернизации Watervliet Arsenal стало строительство радиальной кузницы в 1970-х годах, на что было потрачено 7 миллионов долларов
.
В 2021 году Армия США инвестировала 41,7 миллиона долларов в свой производственный центр в Уотервлитском арсенале, чтобы обеспечить потребности американских и иностранных вооруженных сил.
Основной продукцией арсенала в этот период являются артиллерийские орудия. Например, арсенал выпускает орудия M256 для танков M1 Abrams, орудия М185 и М284 для САУ М109, а также орудия M776 для гаубицы M777..